# Tang Dynasty
I Tang Dynasty (caratteri cinesi: 唐朝; pinyin: Táng Cháo) sono un gruppo rock/metal cinese. Sono considerati il primo gruppo heavy metal della Repubblica Popolare Cinese.

## Storia
I Tang Dynasty pubblicarono il loro primo album, A Dream Return to Tang Dynasty, nel 1992, e grazie ad esso ebbero la possibilità di essere conosciuti dal pubblico. L'album vendette ufficialmente 2.000.000 di copie autentiche in Asia e all'estero, senza contare la moltitudine di copie pirata. Il sound dell'album è un mix di rock progressivo, art metal e tecniche vocali tradizionali cinesi, con testi poetici ed arrangiamenti musicali intesi come una volontà di ritornare ai gloriosi giorni dell'antica civiltà cinese; in particolar modo, all'arte ed ai modelli culturali rappresentati dall'era della dinastia Tang.
Nel 1991, i Tang Dynasty hanno pubblicato una versione metal/rock della canzone The Internationale in Chinese, la versione originale della quale era stata scelta come inno del PCC alle origini.
L'11 maggio 1995, il bassista Zhang Ju morì in un incidente stradale, mentre tornava a casa con la sua moto. L'incidente è avvenuto sul cavalcavia Zizhuqiao della superstrada che passa nella zona occidentale di Pechino, quando la moto di Zhang Ju è stata travolta da un tir. In seguito a questo evento, Gu Zhong divenne bassista dei Tang Dynasty, ma nell'agosto dello stesso anno Liu Yijun lasciò la band. A gennaio del 1996, l'ex-membro fondatore Kaiser Kuo si riunì al gruppo come chitarrista.
Nel 1998 la band pubblicò il suo secondo album, Epic, a sette anni di distanza da quello di debutto.
Alla fine degli anni '90, Kuo lasciò nuovamente i Tang Dynasty e formò un altro gruppo conosciuto nell'ambiente alternativo cinese, gli Spring and Autumn (春秋 Chunqiu). Fu rimpiazzato inizialmente da Yu Yang, ex-frontman di un gruppo di nome Iron Kite, e successivamente dal giovane Chen Lei, alla fine del 2000. Dopo alcuni cambi di line-up minori, finalmente nel 2002 si riunì al gruppo l'ex-membro Lao Wu.
A metà del 2008, i Tang Dynasty pubblicarono il loro terzo album, Knight of Romantic (浪漫骑士, Langman Qishi), il cui singolo principale era intitolato Feng Shan Ji. La band è apparsa anche nel documentario canadese dello stesso anno Global Metal, ideato dall'antropologo Sam Dunn e diretto dal regista Scot McFayden.
A gennaio del 2009, Lao Wu annunciò che avrebbe lasciato nuovamente il gruppo per motivi personali. Il suo posto nel gruppo è stato momentaneamente preso dal vocalist Ding Wu. A febbraio del 2010, lo stesso Ding Wu ha annunciato che il gruppo stava lavorando ad un quarto album, che tuttavia non è stato ancora pubblicato.

## Formazione

### Formazione attuale
- Ding Wu – voce, chitarra acustica
- Zhao Nian – batteria, percussioni
- Gu Zhong – basso
- Chen Lei – chitarra

### Ex componenti
- Andrew Szabo – batteria
- Zhang Ju (deceduto) – basso
- Kaiser Kuo – chitarra
- Yu Yang – chitarra
- Liu "Lao Wu" Yijun – chitarra

## Discografia
Album in studio
- 1992 - A Dream Return to Tang Dynasty
- 1998 - Epic
- 2008 - Knight of Romantic